# ABU TV Song Festival 2022
l'ABU TV Song Festival 2022 è stata l'undicesima edizione della manifestazione che si è svolta a Nuova Delhi, in India il 27 Novembre 2022. È stata la prima edizione che si è svolta live dopo la Pandemia di COVID-19, durante i quali l'evento si è svolto online.

## Partecipanti
| # | Paese         | Artista                                 | Canzone                                          | Lingua                           |
| - | ------------- | --------------------------------------- | ------------------------------------------------ | -------------------------------- |
| 1 | Corea del Sud | Kang Daniel                             | Parade                                           | Coreano                          |
| 2 | Kazakistan    | Madi Syzdikov                           | SENSIZ                                           | Kazako, russo, inglese, italiano |
| 3 | India         | Sniti Mishra                            | Darbari Fusion                                   | Hindi                            |
| 4 | Turchia       | Sedat Anar, Damla Anar, Selahattin Anar | "Halk İçre Bir Ayineyim"                         | Turco                            |
| 5 | Giappone      | Win Morisaki                            | "PARADE"                                         | Giapponese, inglese              |
| 6 | Vietnam       | Lê Thị Minh Ngọc                        | Mênh Mang Một Khúc Sông Hồng (Endless Red River) | Vietnamita                       |
| 7 | Maldive       | Shammoon Mohamed                        | Magey Raajje (My Maldives)                       | Maldiviano                       |
| 8 | Turkmenistan  | Ahmet Atajanow                          | Dunýa dursun                                     | Turkmeno                         |
| 9 | Indonesia     | Putri Ayu Silaen                        | Never Enough                                     | Inglese                          |